# Lepidomicrosorium crenatum
Lepidomicrosorium crenatum là một loài thực vật có mạch trong họ Polypodiaceae. Loài này được Ching & K.H. Shing miêu tả khoa học đầu tiên năm 1983.